# Культовая проституция

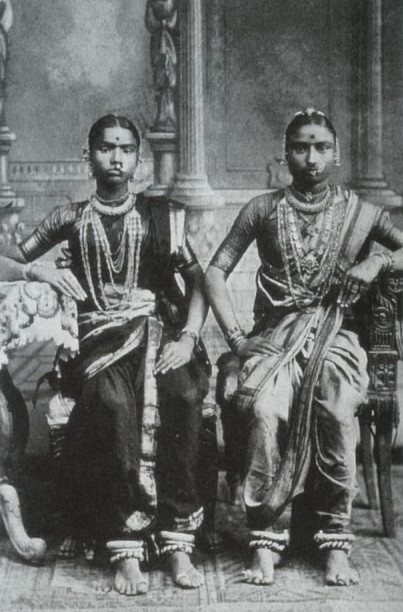
Девадаси в Индии начала XX века

Проституция культовая (ритуальная, сакральная, храмовая, религиозная, священная) — культово-ритуальная практика совершения полового акта в религиозных целях (чаще всего как обряд плодородия), в которую входят иерогамия или священный брак, проводимый как обряд плодородия, и некоторые освященные сексуальные ритуалы.
В условиях мифологизации всех сторон человеческой жизни секс также был осмыслен с религиозной точки зрения. В отдельных культурах он трактовался как обряд плодородия, символ мистического слияния с божеством, либо символ наивысшего блаженства (экстаз — это и оргазм, и единение с божеством). Жрицы и жрецы культов богов и богинь плодородия возводились в ранг культовых фигур. Когда на смену древним культам, совершавшимся на открытом воздухе, пришли храмы, женская свита бога (богов) получила там свои помещения, где и занималась таинствами любви или ритуальными совокуплениями. Женщин, которые предавались храмовой проституции, принято именовать греческим словом «иеродулы». Некоторые из них как жрицы божества пользовались большим уважением; их особый статус был закреплён в законах. На Пафосе, как и в других посвященных Афродите храмах, обязательно проживала группа служительниц. Страбон насчитал в одном из храмов Коринфа свыше тысячи иеродул.

## Древний Восток
В Древнюю Грецию практика храмовой проституции вместе с культом богини любви пришла с Древнего Востока. В Шумере были закреплены правовые различия между обычной проституткой и «надиту» (иеродулой), репутация которой охранялась тем же законом в Кодексе Хаммурапи, который защищал доброе имя замужних женщин. Кодекс Хаммурапи защищал имущественные права «надиту», которая в Кодексе называется «сестрой бога» или «посвященной женщиной». Кодекс Хаммурапи показывает, что существовали различные категории «надиту», для обозначения которых использовались различные названия.
Некоторые современные историки убеждены, что представления о широком распространении храмовой проституции на Ближнем Востоке не основаны на фактах. Однако храмовая проституция в Вавилоне описывается уже «отцом истории» — Геродотом (История, I, 199):

Самый же позорный обычай у вавилонян вот какой. Каждая вавилонянка однажды в жизни должна садиться в святилище Афродиты и отдаваться [за деньги] чужестранцу. Многие женщины, гордясь своим богатством, считают недостойным смешиваться с [толпой] остальных женщин. Они приезжают в закрытых повозках в сопровождении множества слуг и останавливаются около святилища. Большинство же женщин поступает вот как: в священном участке Афродиты сидит множество женщин с повязками из веревочных жгутов на голове. Одни из них приходят, другие уходят. Прямые проходы разделяют по всем направлениям толпу ожидающих женщин. По этим-то проходам ходят чужеземцы и выбирают себе женщин. Сидящая здесь женщина не может возвратиться домой, пока какой-нибудь чужестранец не бросит ей в подол деньги и не соединится с ней за пределами священного участка. Бросив женщине деньги, он должен только сказать: «Призываю тебя на служение богине Милитте!». Милиттой же ассирийцы называют Афродиту. Плата может быть сколь угодно малой. Отказываться брать деньги женщине не дозволено, так как деньги эти священные. Девушка должна идти без отказа за первым человеком, кто бросил ей деньги. После соития, исполнив священный долг богине, она уходит домой и затем уже ни за какие деньги не овладеешь ею вторично. Красавицы и статные девушки скоро уходят домой, а безобразным приходится долго ждать, пока они смогут выполнить обычай. И действительно, иные должны оставаться в святилище даже по три-четыре года. Подобный этому обычай существует также в некоторых местах на Кипре.— История, I, 199
Из рассказа Геродота следует, что храмовая проституция была особенно тесно связана с культом богини Иштар (Астарты). В Библии упоминаются также «кедеши», согласно некоторым трактовкам (которые, впрочем, оспариваются), — юноши, которые отдавались мужчинам в храмах. Если судить по Библии, это была весьма распространённая практика в Ханаане и на сопредельных землях. Женщина-кедеша упоминается в главе 38 книги Бытие (на русский термин переводят как «блудница»). Финикийцы распространили традиции храмовой проституции по берегам Средиземного моря вплоть до Карфагена. О существовании в Финикии культовой проституции оставили свидетельства историки церкви Аврелий Августин и Сократ Схоластик.
Существование ритуальной проституции в античности ныне ставится под сомнение.

## Месоамерика
Женская и мужская проституция процветала также в ацтекских храмах, как о том с негодованием пишет, в частности, Берналь Диас дель Кастильо. В ацтекском пантеоне имелось особое божество, покровительствовавшее иеродулам. Борьбой с подобными «нечестивыми обрядами», наряду с человеческими жертвоприношениями, испанцы оправдывали уничтожение местной культуры и обычаев.

## Индия

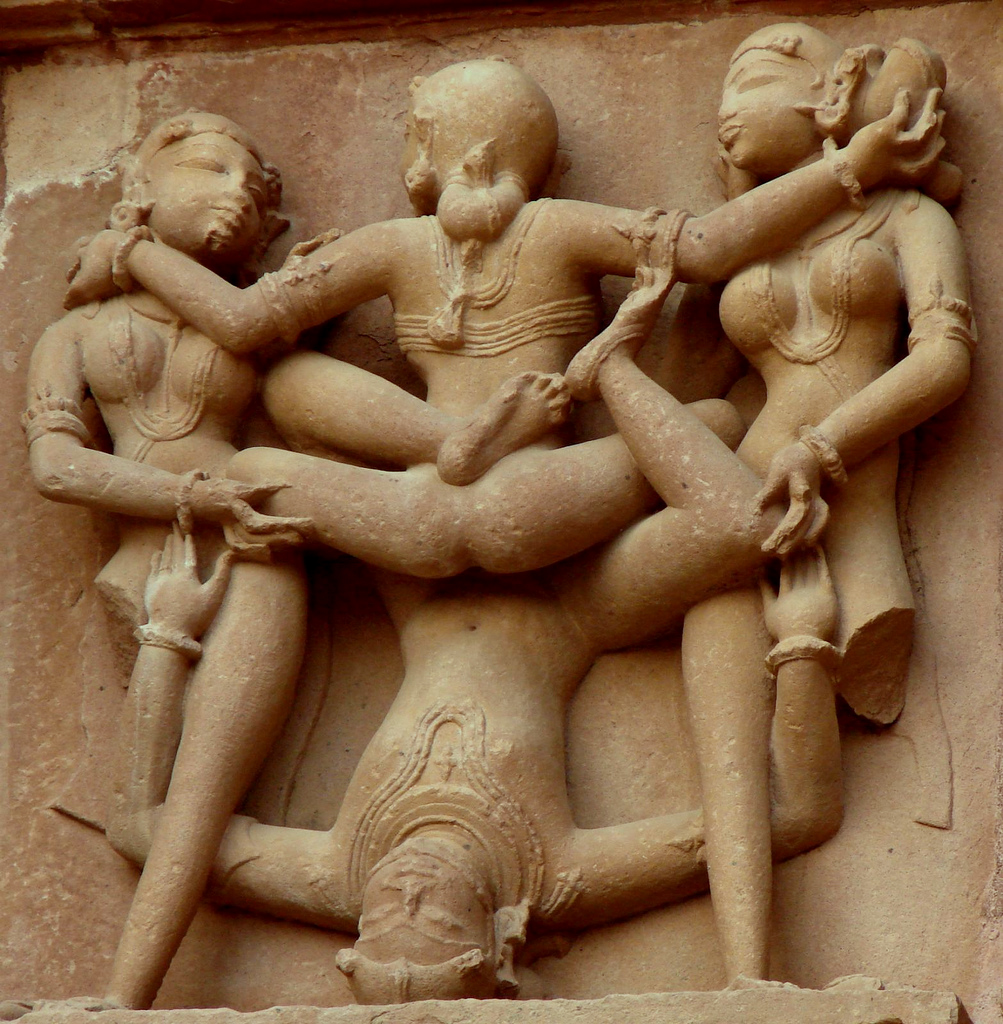
Сексуальная сцена на стене индуистского храма в Кхаджурахо

При многих индийских храмах в Новейшее Время жили девушки-танцовщицы, вступавшие в половой контакт с прихожанами из высших каст. Индийский термин «девадаси» традиционно передаётся на русском словом «баядерка». Практика индийской храмовой проституции вызывала протесты борцов за права человека и была официально объявлена вне закона в 1988 году.
Сексуальным союзам придаётся большое значение не только в индуизме, но и в тантрическом буддизме. На стенах многих храмов божества изображены в процессе любовного соития (яб-юм). Совокупление мужчины и женщины воспринимается как формирование пары, воплощающей определённые божественные сущности (см. майтхуна).